# Helena Hleb-Koszańska
Helena Hleb-Koszańska (ur. 13 czerwca 1903 w Borysówce, obwód kurski (Rosja), zm. 16 kwietnia 1983 w Warszawie) – polska bibliograf, teoretyk bibliotekoznawstwa.

## Życiorys
Urodziła się w urzędniczej rodzinie jako córka Jana. W 1921 r. razem z rodzicami przeniosła się do Wilna. Tam ukończyła gimnazjum oraz studia w zakresie filologii polskiej na Uniwersytecie Stefana Batorego, gdzie pod kierunkiem Stanisława Pigonia obroniła pracę magisterską pt. Źródła sądów w rozprawie Michała Grabowskiego „O nowej literaturze francuskiej”. W 1929 r. uzyskała stopień doktora na Wydziale Humanistycznym Uniwersytetu Wileńskiego. Równolegle studiowała w Wileńskim Konserwatorium Muzycznym w klasie fortepianu. W 1928 r. podjęła pracę w Bibliotece Uniwersytetu Wileńskiego, gdzie współpracowała z Adamem Łysakowskim. Jej ówczesna praca naukowa była poświęcona recenzowaniu piśmiennictwa zagranicznego oraz analizie obcojęzycznych podręczników związanych z bibliotekarstwem. Ponadto gromadziła bibliografię i materiały biograficzne do „portretu bibliograficznego” Joachima Lelewela, temu celowi poświęciła stypendium Funduszu Kultury Narodowej, na zapoznanie się z działalnością bibliotek w Wielkiej Brytanii, Belgii, Francji i Rzeszy. Od 1932 r. kierowała Działem Książek w Bibliotece Uniwersyteckiej, a od 1936 r. także Ośrodkiem Dokumentacji Joachima Lelewela.
W listopadzie 1932 wyjechała do Leningradu, gdzie do kwietnia 1933 uczestniczyła w pracach Komisji Mieszanej do Rewindykacji Mienia Bibliotecznego. Po przejęciu polskich bibliotek przez władze litewskie w dniu 16 grudnia 1939 Helena Hleb-Koszańska zaangażowała się w pracę pedagogiczną w tajnym kursie bibliotekarskim w Wilnie. Podczas przesiedleń repatriacyjnych znalazła się w maju 1945 w Bydgoszczy, rozpoczęła pracę w Dziale Informacji Naukowej Instytutu Bałtyckiego, kilka miesięcy pełniła też funkcję kierowniczą w Instytucie Naukowym Gospodarstwa Wiejskiego. W 1946 r. otrzymała od Adama Łysakowskiego propozycję pracy w łódzkim Państwowym Instytucie Książki, gdzie kierowała Wydziałem Prac Badawczych, w tym okresie wznowiła prace nad biografią Joachima Lelewela. Po rozwiązaniu Instytutu we wrześniu 1949 przeniosła się do Warszawy, gdzie otrzymała pracę kierownika Działu Teorii Bibliografii w Instytucie Bibliograficznym Biblioteki Narodowej. Od 1951 do 1954 r. pełniła funkcję redaktora Bibliografii Analitycznej Bibliotekoznawstwa i Informacji Naukowej. Po śmierci Adama Łysakowskiego w 1953 r. została dyrektorem tego Instytutu, którym kierowała do 1971 roku. W 1955 r. uzyskała tytuł docenta. Od 1957 r. pełniła funkcję zastępcy dyrektora Biblioteki Narodowej ds. bibliografii i kontaktów międzynarodowych. W 1964 r. zainicjowała serię wydawniczą „Prace Instytutu Bibliograficznego”. Zorganizowała Międzynarodową Konferencję Bibliograficzną w Warszawie (1957) i dwie Ogólnokrajowe Narady Bibliografów (1956, 1966). Wykładała bibliografię na Uniwersytecie Łódzkim i Uniwersytecie Warszawskim.
Przewodniczyła Komisji Bibliografii Narodowej, w 1949 r. zorganizowała pierwszy w Polsce kurs bibliograficzny na poziomie średnim, a cztery lata później na poziomie wyższym. Przewodnicząc Instytutowi Bibliograficznemu Biblioteki Narodowej, na zlecenie Centralnego Zarządu Bibliotek Ministerstwa Kultury współuczestniczyła w organizacji ogólnokrajowego Kursu dla Samodzielnych Pracowników Bibliograficznych.
Helena Hleb-Koszańska jest autorką ok. 120 publikacji naukowych oraz haseł encyklopedycznych z zakresu historii, teorii, metodyki, normalizacji bibliograficznej i bibliotekoznawstwa, a także 55 recenzji muzycznych opublikowanych w „Kurierze Wileńskim” w latach 1936–1939
Spoczywa na cmentarzu Powązkowskim w Warszawie (kwatera T-2-5).

## Ważniejsze publikacje
- Perspektywy komasacji „Urzędowego Wykazu Druków”. „Przegląd Biblioteczny” 1938, z. 4, s. 245–263.

- Kompozycja bibliografii specjalnej. „Biuletyn Państwowego Instytut Książki”, t. 2, nr 3, Łódź 1949.

- Bibliografia utworów Joachima Lelewela. Wrocław 1952 (współautor Maria Kotwiczówna).

- Dziesięciolecie bibliografii polskiej 1944–1954. „Przegląd Biblioteczny” 1954 z. 3, s. 213–233.

- Bibliografia: poradnik metodyki bibliograficznej dla autorów bibliografii specjalnych. Warszawa: SBP, 1960. Praca zbiorowa pod red. Heleny Hleb-Koszańskiej, Marii Dembowskiej i Henryka Sawoniaka; Wyd. 2 zmienione pt. Metodyka bibliograficzna: poradnik dla autorów bibliografii specjalnych. Warszawa: SBP, 1963.
- Spór o początki bibliografii w Polsce. „Studia o Książce” 1972, t. 3, s. 327–344 (odrębny druk bibliofilski: Warszawa: Biblioteka Narodowa, 2003).

- Warszawski dom i mieszkanie Joachima Lelewela. „Rocznik Warszawski” 1972, s. 151–171.
- O bibliografii dla niewtajemniczonych. Wrocław: Ossolineum, 1974.

## Ordery i odznaczenia
- Krzyż Kawalerski Orderu Odrodzenia Polski (1964)[4]
- Złoty Krzyż Zasługi (11 lipca 1955)[1]
- Medal 10-lecia Polski Ludowej (19 stycznia 1955)[5]
- Medal 3 Maja (1925)[6]